# Evangelistarium (Biblioteka Narodowa)
Evangelistarium (Lekcjonarz) – średniowieczny ewangelistarz z około 1000 roku, najstarszy tego rodzaju manuskrypt w polskich zbiorach, przechowywany w Bibliotece Narodowej.

## Historia
Manuskrypt powstał około roku 1000, zaś niektóre zdobienia dodano w drugiej ćwierci wieku XI. Pochodzi prawdopodobnie z pogranicza Francji i Flandrii, na co wskazują widoczne w piśmie i dekoracjach wpływy zachodniofrankijskie i anglosaskie. Nie ma informacji, by manuskrypt był używany na terenie Polski. Prawdopodobnie zakupił go za granicą jeden z braci Załuskich. Po upadku powstania kościuszkowskiego, wraz z Biblioteką Załuskich, przewieziony został do Petersburga. Na mocy traktatu ryskiego powrócił do Polski i trafił do zbiorów Biblioteki Narodowej. W 1939 przewieziono do go Kanady, skąd powrócił po dwudziestu latach. Od 2024 manuskrypt prezentowany jest na wystawie stałej w Pałacu Rzeczypospolitej.

## Opis
Rękopis, spisany na pergaminie, ma wymiary 15,5×10 cm. Składa się ze 151 kart. Tekst zapisany został w jednej kolumnie. Na zdobienia składają się dwie miniatury całostronnicowe, jedna miniatura wkomponowana w tekst, dwie całostronnicowe bordiury oraz inicjały z motywami roślinnymi i zwierzęcymi. Skórzana oprawa kodeksu pochodzi z wieku XVII, zaś z wieku XX – oprawa konserwatorska.
W dawniejszej literaturze manuskrypt klasyfikowano jako lekcjonarz, jednak nowsze opracowania określają go jako ewangelistarz. W pierwszej części księgi umieszczone są czytania mszalne w liczbie ponad 70 perykop z Ewangelii Mateusza, Marka, Łukasza i Jana. Dalej znajdują się czytania ewangeliczne w układzie roku liturgicznego.

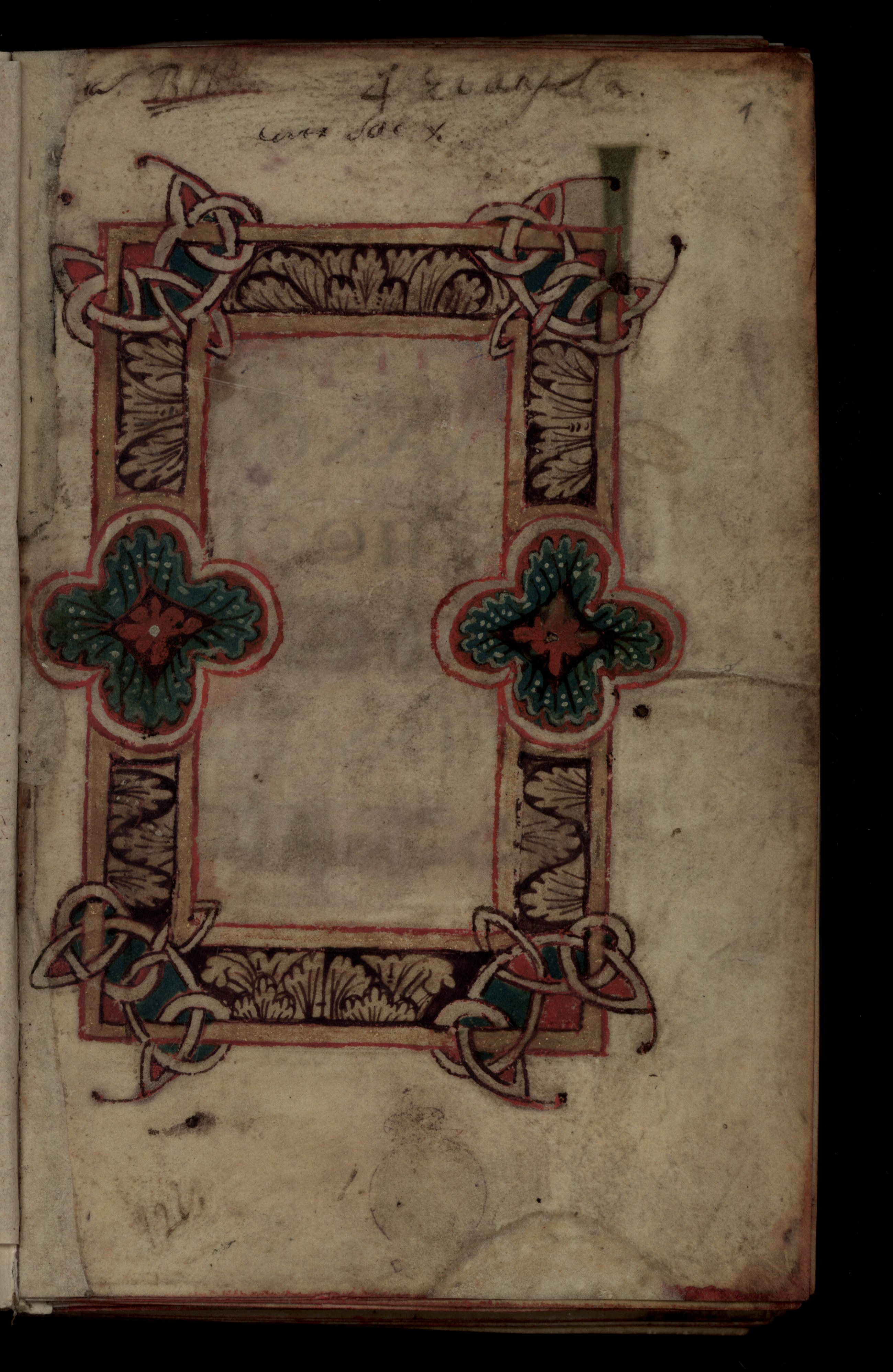
Karta 1r
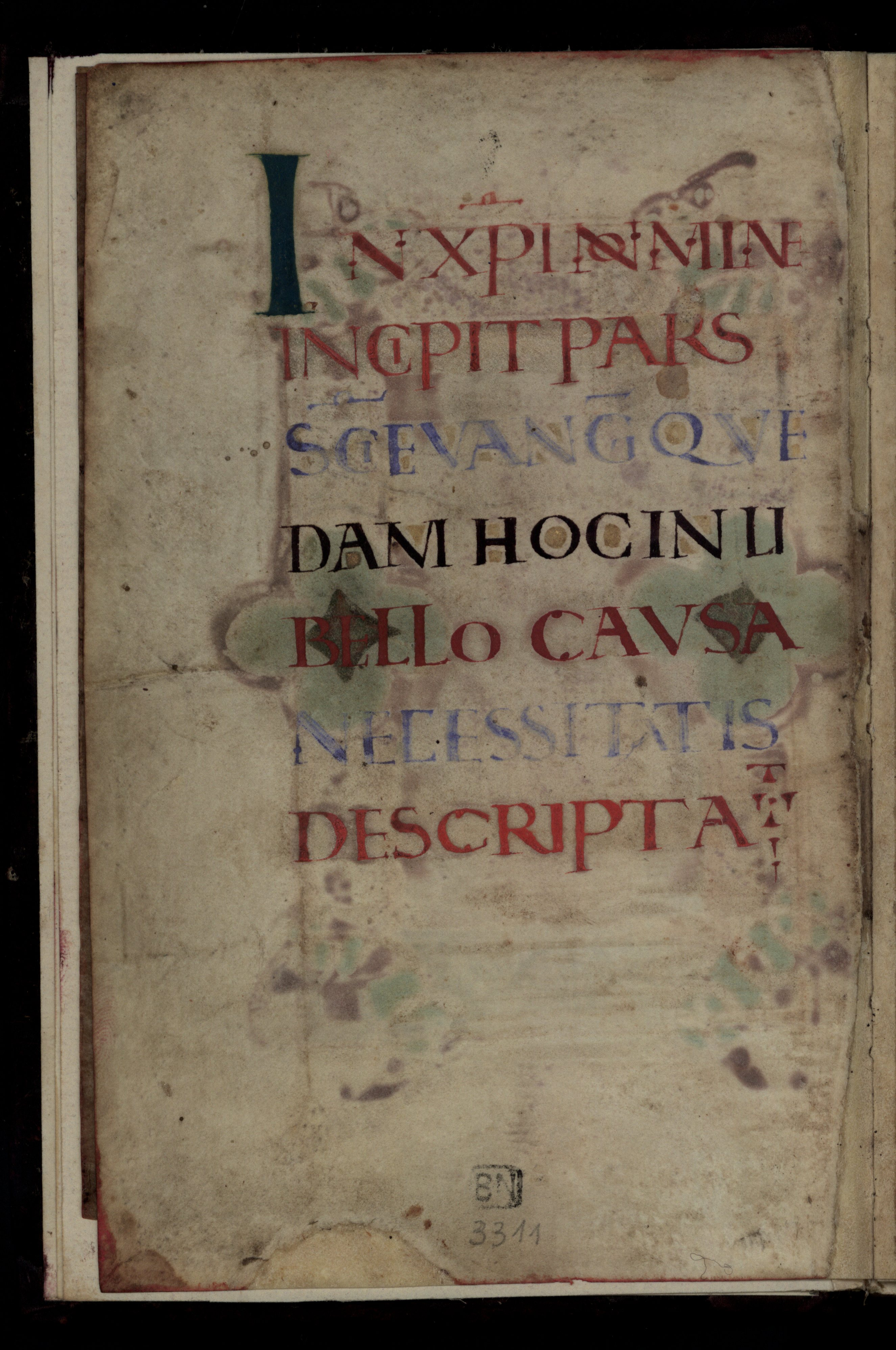
Karta 1v
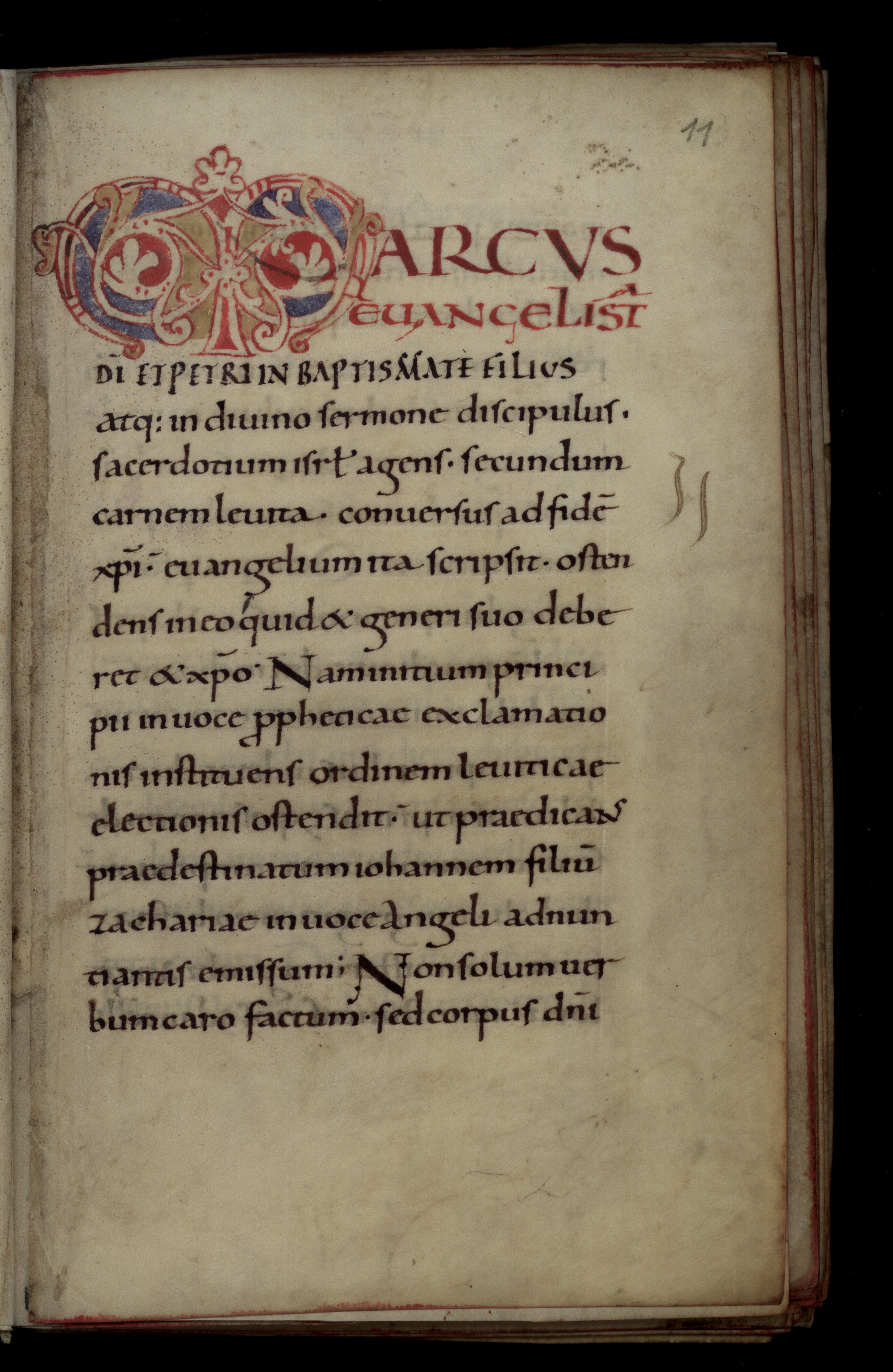
Karta 11r
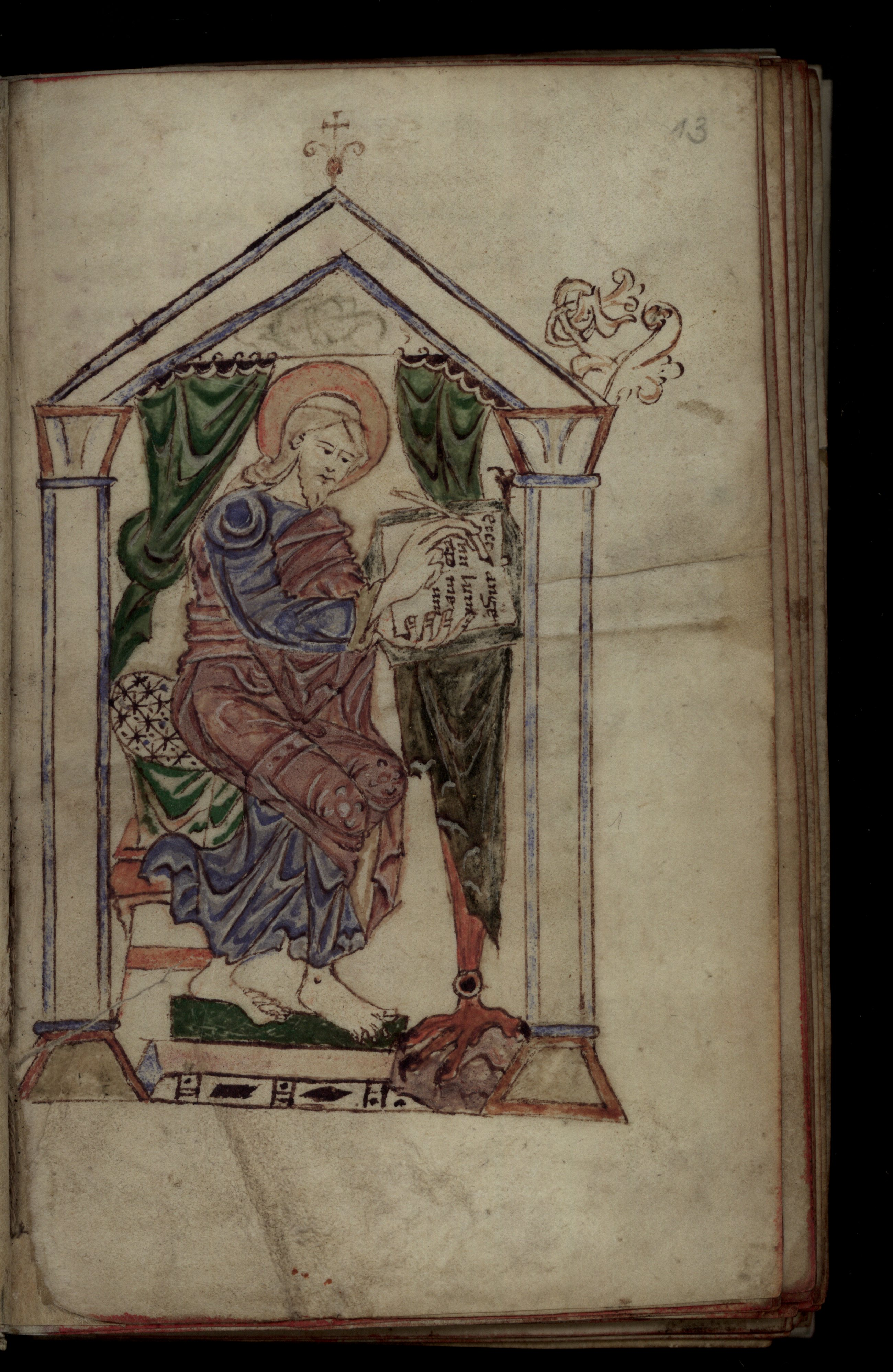
Karta 13r
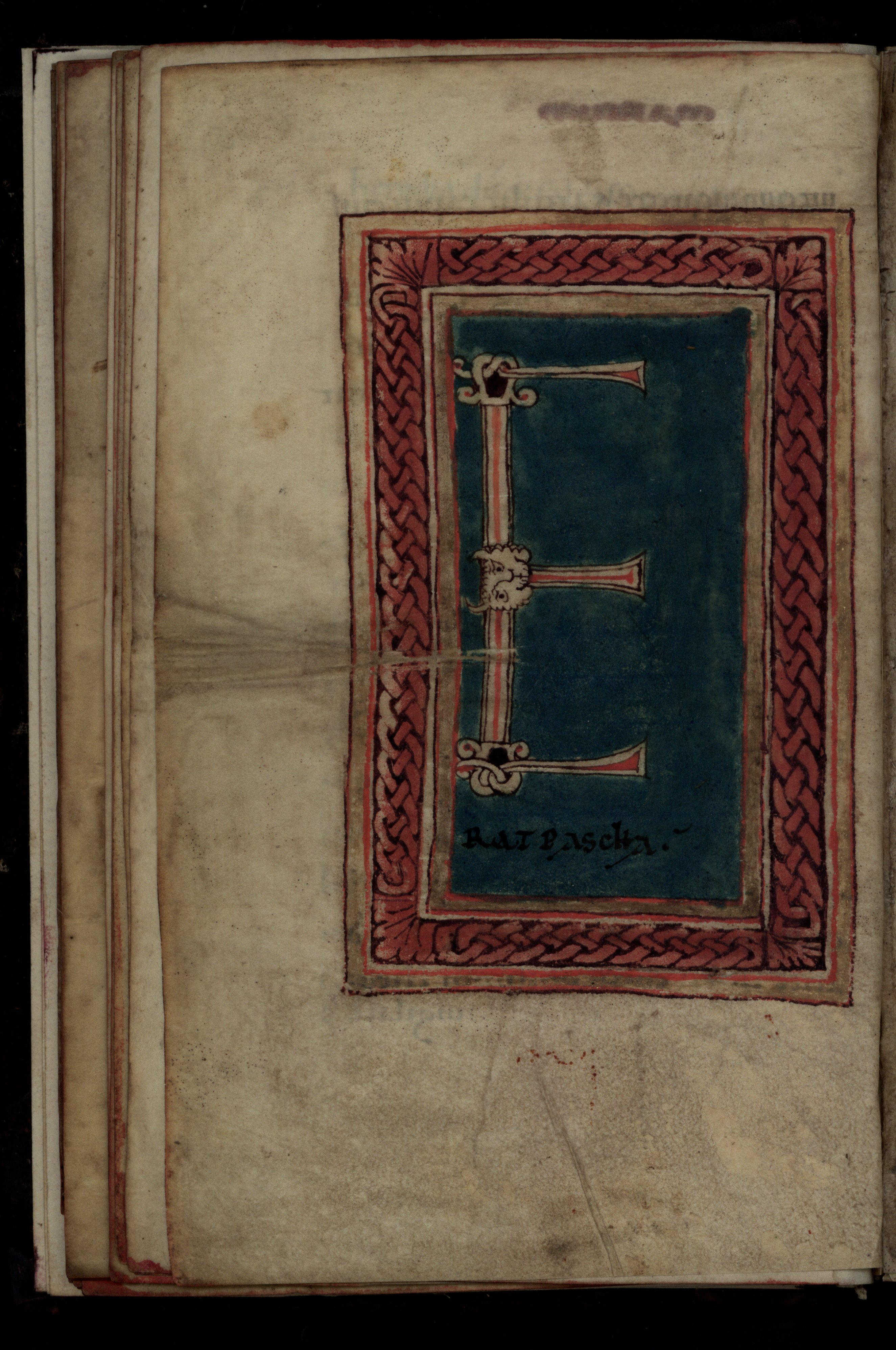
Karta 16v
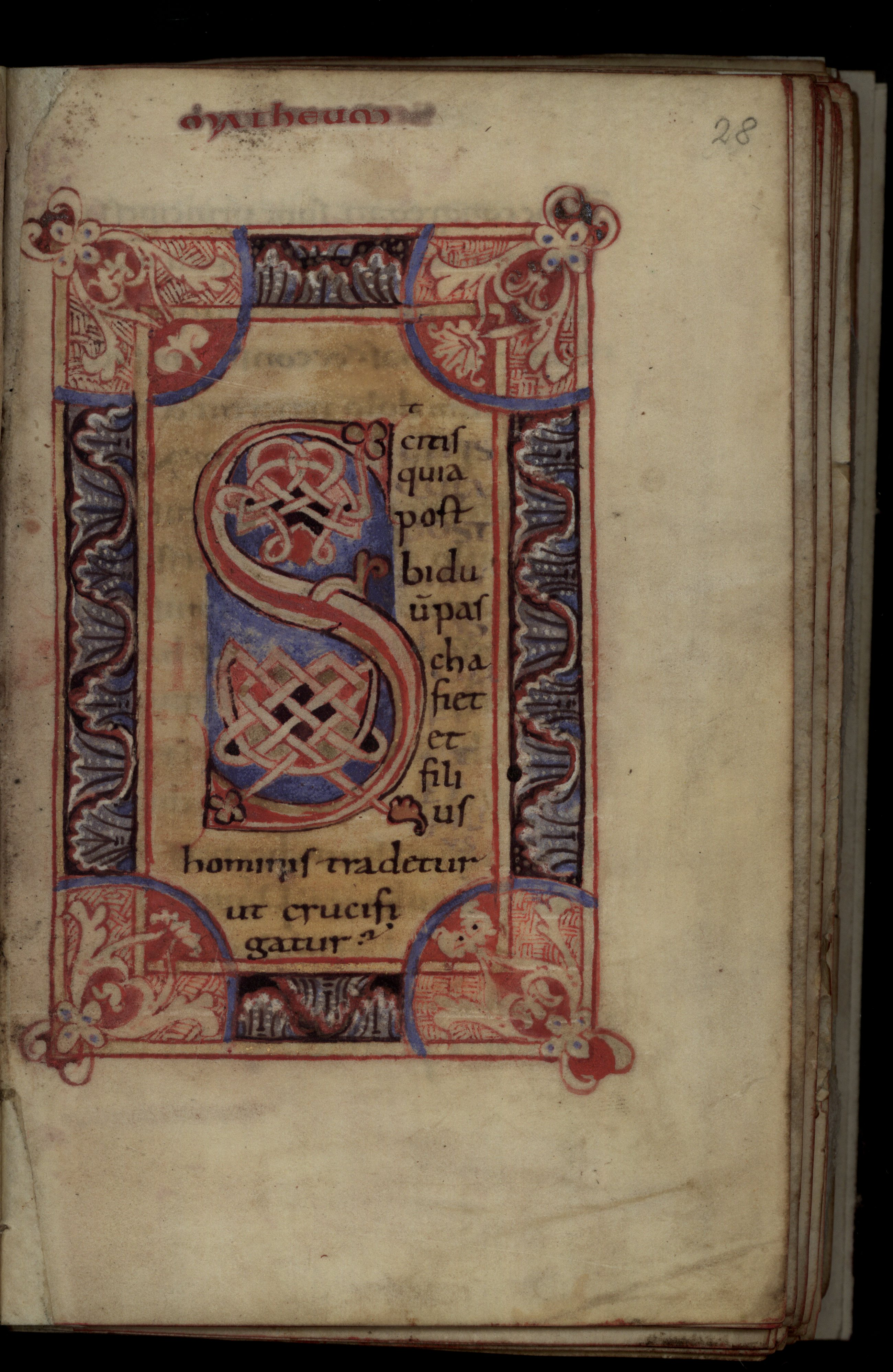
Karta 28r
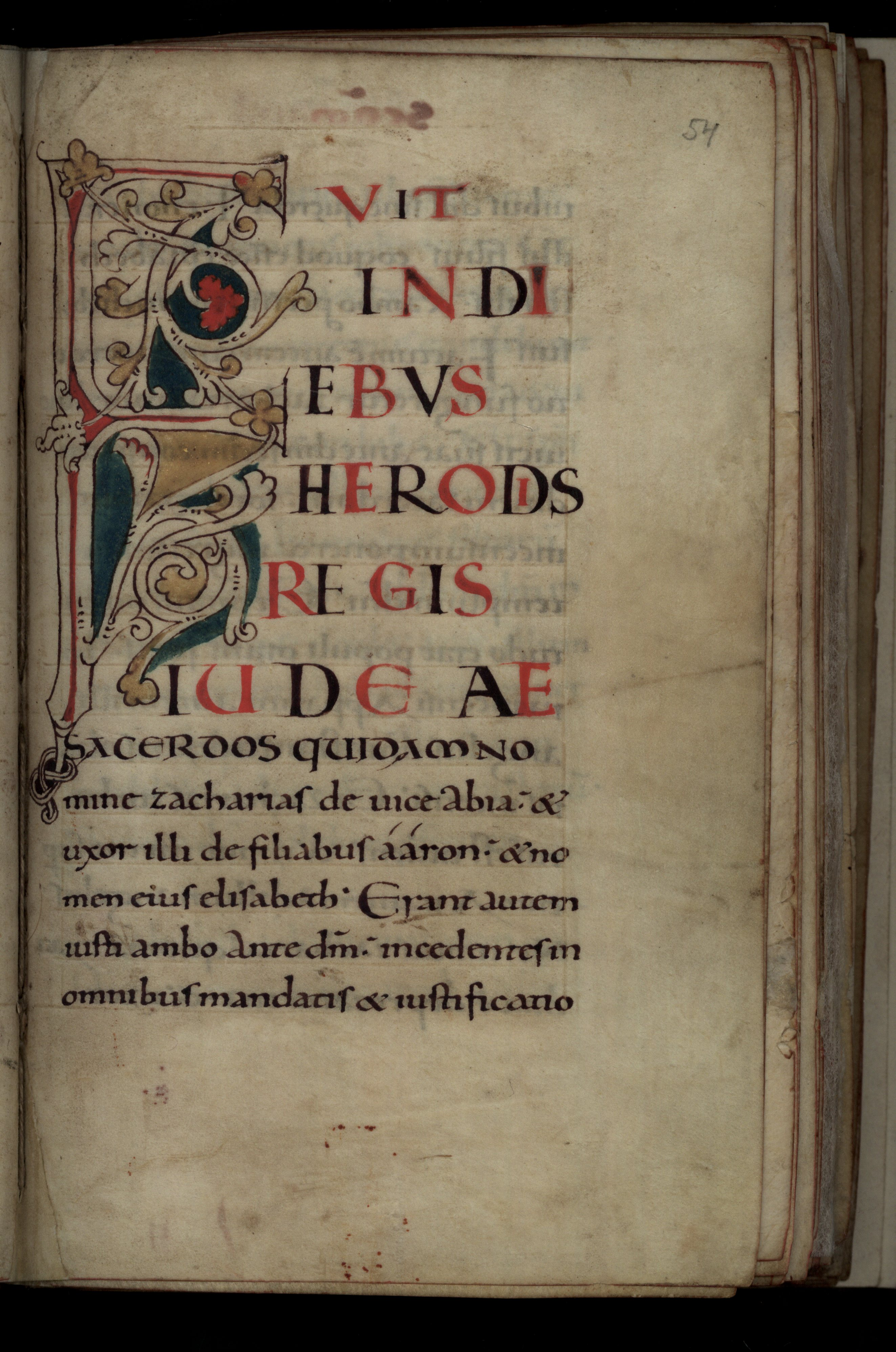
Karta 54r
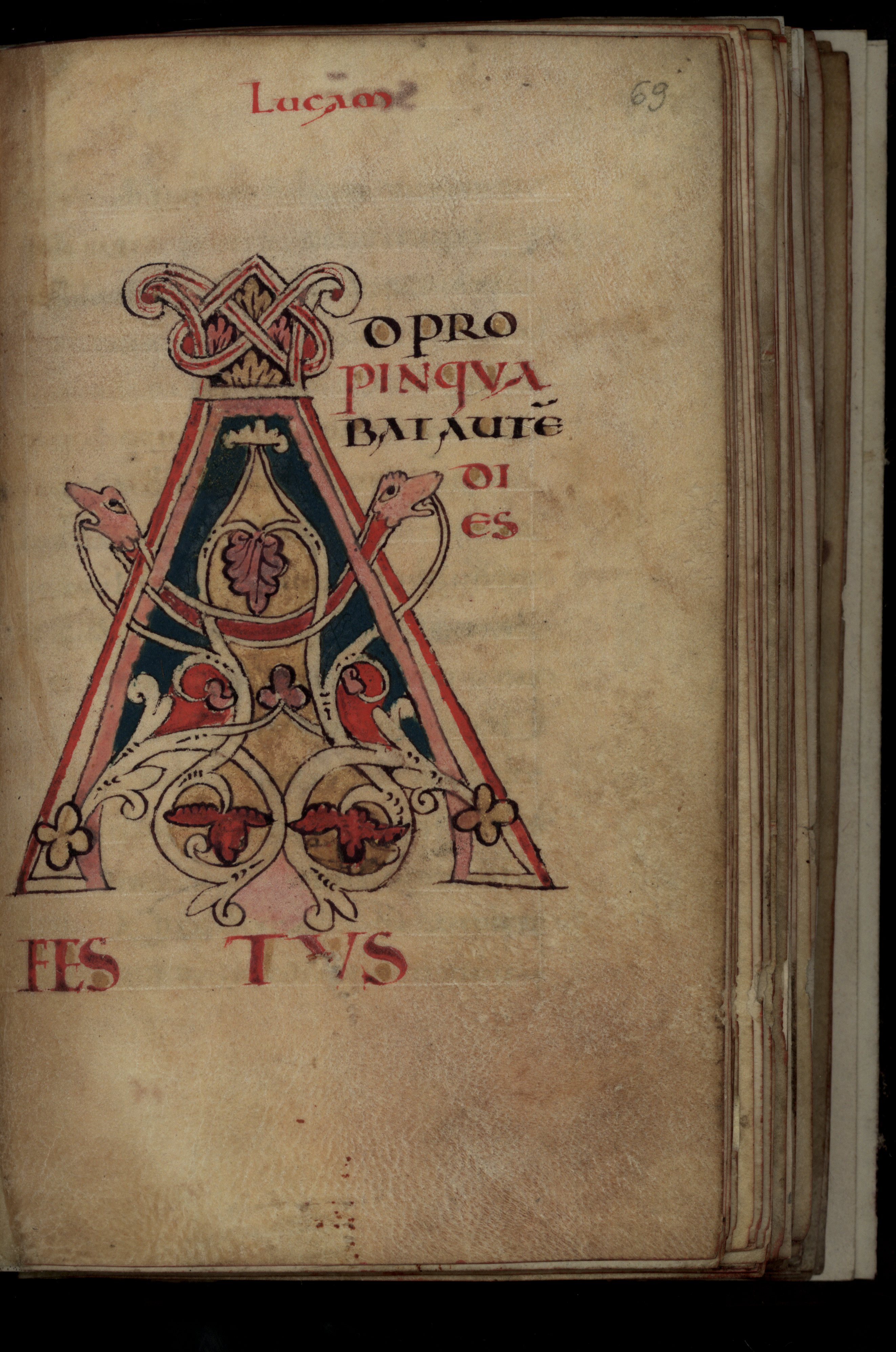
Karta 69r
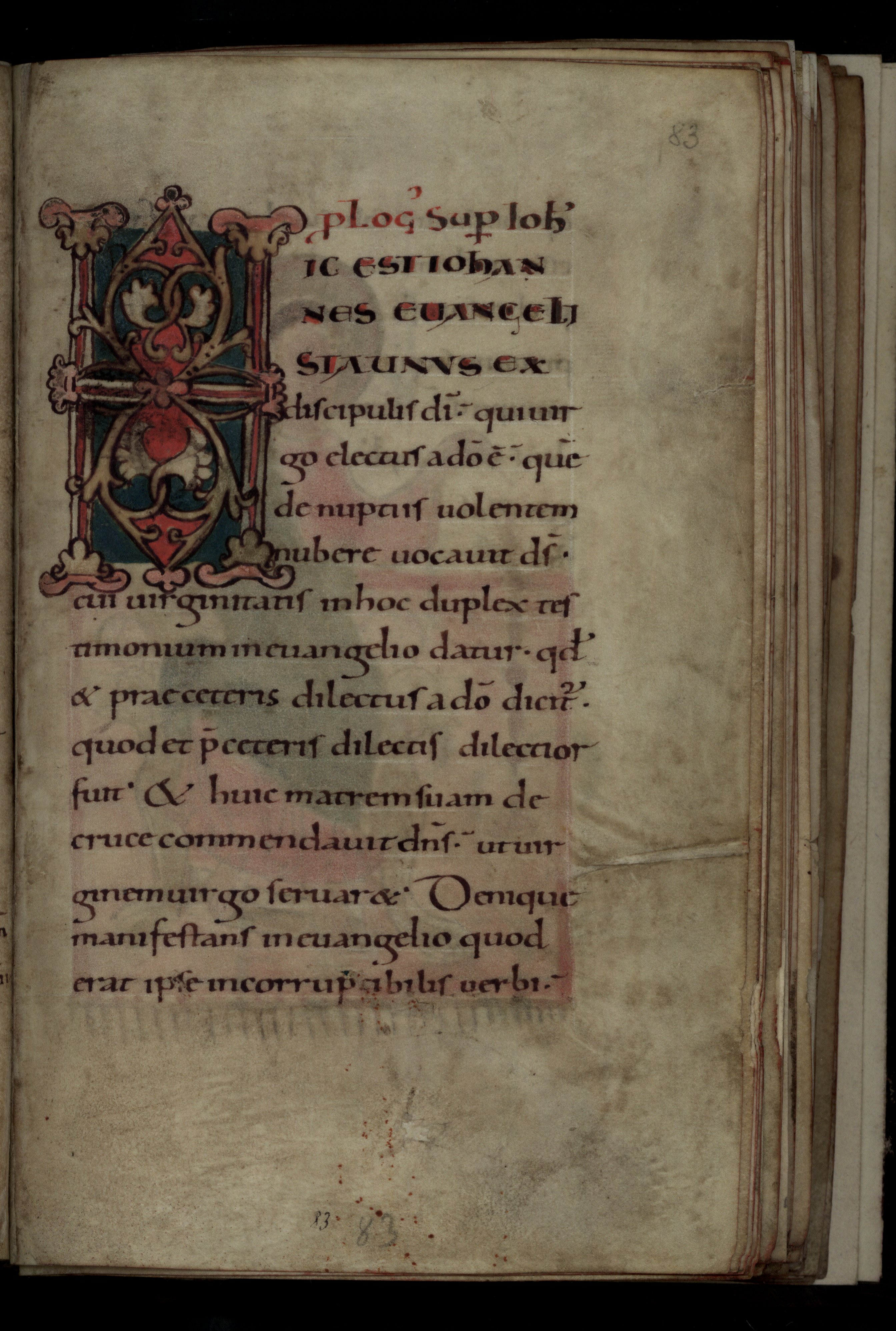
Karta 83r
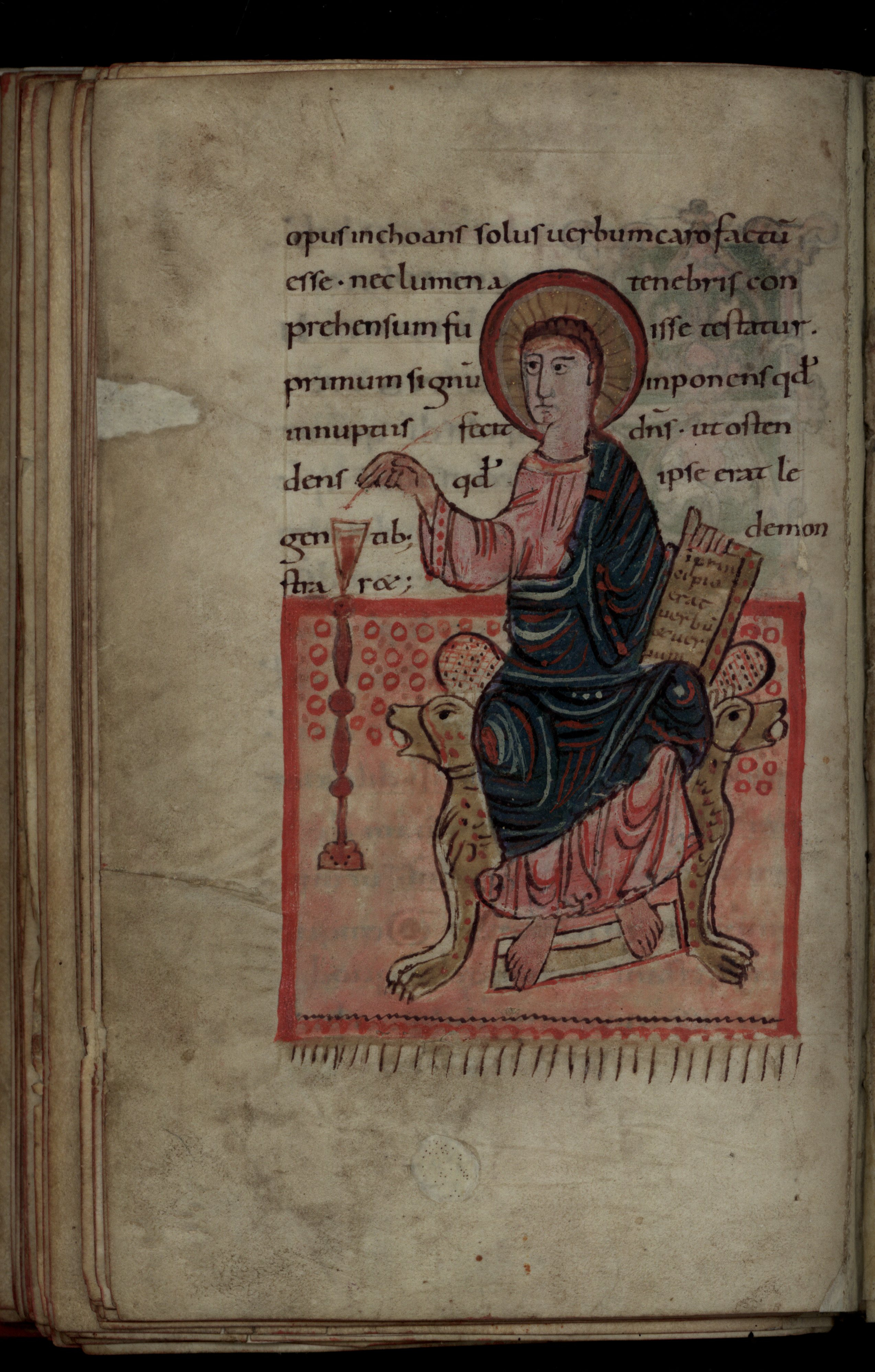
Karta 83v